# Adela Milčinović
Adela Milčinović, hrvaška pisateljica, * 14. december 1879, Sisak, Hrvaška, † 18. junij, 1968, New York.

## Biografski podatki
Adela Milčinović je bila avtorica hrvaškega rodu, ki se je s svojimi proznimi in dramskimi teksti zapisala med pomembnejše jugoslovanske avtorice z začetka 20. stoletja. Svojo poklicno pot je pričela s študijem na učiteljišču v Zagrebu. Poročena je bila s književnikom Andrijo Milčinovićem, s katerim je celo objavila prvo zbirko kratke proze Pod branom (1903). Med letoma 1899 in 1902 sta zaradi njegove službe učiteljevanja živela na podežeju v Zdencih blizu Slavonskega Broda. Podeželsko življenje je dobilo kasneje, ko je avtorica živela v tujini, mnogo izrazov v njenem pisanju. Leti 1903 in 1904 sta z možem preživela v Hamburgu in v Münchnu, kjer je Adela obiskovala tečaj umetnostne zgodovine in književnosti. Vseskozi je iz tujine poročala o pomembnejših kulturnih in družbenih dogodkih iz Evrope, kar so ji objavljali v domačem časniku Narodne novine. 
Po vrnitvi domov je med letoma 1904 in 1915 živela v Zagrebu, kjer je postajala vse bolj družbeno angažirana v svojem delovanju. Leta 1914 je na lastno pest odšla v Rim, ki je bil takrat žarišče revolucionarnega duha, da bi vzpostavila kontakt med tamkajšnjim jugosovanskim odborom in domačo vlado. Med letoma 1918 in 1920 je delala kot podsekretarka finančnega oddelka v Narodnem vijeću ter pomagala v Univerzitetni biblioteki pri urejanju in katalogiziranju dela arhiva jugoslovanskega odbora. Hkrati pa se je Milčinovićeva vse bolj angažirala kot borka za pravice žensk v okviru Narodne ženske zveze, Mednarodne zveze za pravico do glasovanja žensk in za zaščito otrok v Rimu (1923) ter v Mednarodni skupnosti žensk v Washingtonu (1925). Prav tako jo je zanimal problem izseljencev v ZDA, kamor se je v tridesetih letih preselila, ter aktivno posegla v problematiko. V času 2. svetovne vojne je pisala za Glas Amerike v srbo-hrvaškem jeziku. 
Leta 1953 se je v New Yorku tudi upokojila. Leta 1968 je tam tudi umrla.

## Periodika
Avtorica je svojo literarno pot utrla predvsem z mnogimi objavami kratkih proznih del v pomembnejših časopisih s področja bivše Jugoslavije tistega obdobja, kot so bili karlovško  Svijetlo, Domaće ognjište (časopis za izobraževanje žensk), sarajevska Nada ter v revijah kot so Vijenac, Savremenik in slovenski Ženski svet.